# Grand Prix Wielkiej Brytanii 1969

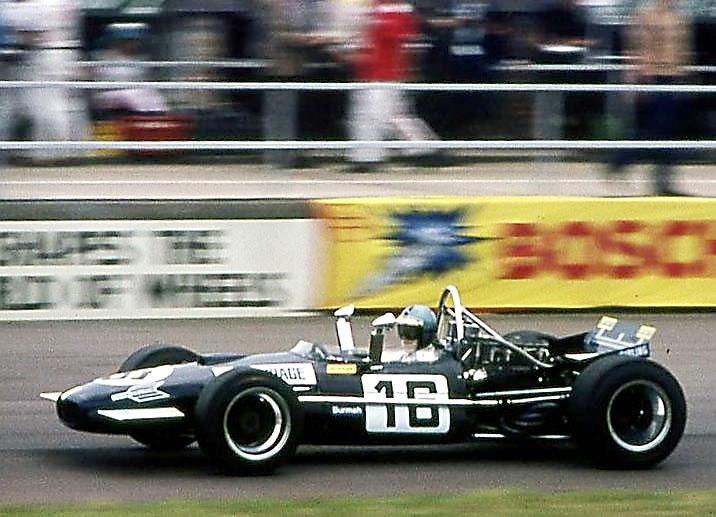
Piers Courage podczas Grand Prix Wielkiej Brytanii 1969

Grand Prix Wielkiej Brytanii 1969 (oryg. RAC British Grand Prix) – szósta runda Mistrzostw Świata Formuły 1 w sezonie 1969, która odbyła się 20 lipca 1969, po raz 12. na torze Silverstone.
22. Grand Prix Wielkiej Brytanii, 20. zaliczane do Mistrzostw Świata Formuły 1.

## Klasyfikacja
| Legenda oznaczeń w tabelach wyników Wyświetl szablon na nowej stronie | Legenda oznaczeń w tabelach wyników Wyświetl szablon na nowej stronie                                                                     |
| Oznaczenie                                                            | Wyjaśnienie |
| --------------------------------------------------------------------- | --- |
| Złoty                                                                 | Zwycięzca lub mistrzostwo |
| Srebrny                                                               | 2. miejsce lub wicemistrzostwo |
| Brązowy                                                               | 3. miejsce lub II wicemistrzostwo |
| Zielony                                                               | Ukończył, punktował (w klasyfikacji generalnej, gdy zdobył co najmniej jeden punkt na przestrzeni sezonu, poza trzema powyższymi opcjami) |
| Niebieski                                                             | Ukończył, nie punktował (w klasyfikacji generalnej, gdy nie zdobył co najmniej jednego punktu na przestrzeni sezonu)                      |
| Czerwony                                                              | Nie zakwalifikował się (NZ) |
| Czerwony                                                              | Nie prekwalifikował się (NPK) |
| Różowy                                                                | Nie ukończył (NU) |
| Różowy                                                                | Niesklasyfikowany (NS) (w klasyfikacji generalnej, gdy nie został sklasyfikowany w żadnym wyścigu sezonu)                                 |
| Czarny                                                                | Zdyskwalifikowany (DK) |
| Czarny                                                                | Wykluczony (WYK/EX) |
| Biały                                                                 | Nie wystartował (NW) |
| Biały                                                                 | Kontuzjowany (K/INJ) |
| Biały                                                                 | Wyścig odwołany (OD/C) |
| Bez koloru                                                            | Został wycofany (WYC/WD) |
| Bez koloru                                                            | Nie przybył (NP/DNA) |
| Bez koloru                                                            | Nie brał udziału w treningach (NT/DNP) |
| Bez koloru                                                            | Nie został zgłoszony (–) |
| Pogrubienie                                                           | Start z pole position |
| Kursywa                                                               | Najszybsze okrążenie wyścigu |
| †                                                                     | Nie ukończył, ale jego rezultat został zaliczony ze względu na przejechanie więcej niż 90% dystansu wyścigu.                              |
| *                                                                     | Sezon w trakcie |
| 1/2/3                                                                 | Punktowana pozycja w sprincie kwalifikacyjnym                                                                                             |
| Lista systemów punktacji Formuły 1                                    | |

| Pos | No | Kierowca             | Konstruktor  | Okrążeń | Czas/powód NU | Poz. Start. | Punktów |
| --- | -- | -------------------- | ------------ | ------- | ------------- | ----------- | ------- |
| 1   | 3  | Jackie Stewart       | Matra-Ford   | 84      | 1:55:55.6     | 2           | 9       |
| 2   | 7  | Jacky Ickx           | Brabham-Ford | 83      | + 1 Lap       | 4           | 6       |
| 3   | 6  | Bruce McLaren        | McLaren-Ford | 83      | + 1 Lap       | 7           | 4       |
| 4   | 2  | Jochen Rindt         | Lotus-Ford   | 83      | + 1 Lap       | 1           | 3       |
| 5   | 16 | Piers Courage        | Brabham-Ford | 83      | + 1 Lap       | 10          | 2       |
| 6   | 19 | Vic Elford           | McLaren-Ford | 82      | + 2 Okrążeń   | 11          | 1       |
| 7   | 2  | Graham Hill          | Lotus-Ford   | 82      | + 2 Okrążeń   | 12          |         |
| 8   | 10 | Jo Siffert           | Lotus-Ford   | 81      | + 3 Okrążeń   | 9           |         |
| 9   | 4  | Jean-Pierre Beltoise | Matra-Ford   | 78      | + 6 Okrążeń   | 17          |         |
| 10  | 9  | John Miles           | Lotus-Ford   | 75      | + 9 Okrążeń   | 14          |         |
| NU  | 12 | Pedro Rodríguez      | Ferrari      | 61      | Silnik        | 8           |         |
| NU  | 11 | Chris Amon           | Ferrari      | 45      | Skrz. biegów  | 5           |         |
| NU  | 5  | Denny Hulme          | McLaren-Ford | 27      | Zapłon        | 3           |         |
| NU  | 15 | Jackie Oliver        | BRM          | 19      | Skrz. biegów  | 13          |         |
| NU  | 18 | Jo Bonnier           | Lotus-Ford   | 6       | Silnik        | 16          |         |
| NU  | 20 | Derek Bell           | McLaren-Ford | 5       | Zawieszenie   | 15          |         |
| NU  | 14 | John Surtees         | BRM          | 1       | Zawieszenie   | 6           |         |